# مستشفى النيل التخصصي
مستشفي النيل التخصصي أو مستشفى إدفو العام الجديد هي مستشفي بمدينة إدفو بمحافظة أسوان، بتكلفة إجمالية لإنشاء المستشفى وصلت لنحو 600 مليون جنيه.

## الوصف
تقع على مساحة 12 ألف م2 وتشمل المستشفى 3 مبانى تضم 170 سريرا في جميع التخصصات والأقسام، وأيضاً 8 عيادات خارجية و6 غرف عمليات لمختلف الجراحات، بجانب قسم غسيل كلوى به 63 ماكينة غسيل، بالإضافة إلى 21 حضانة و20 سرير عناية مركزة، علاوة على المكاتب الإدارية وسكن الأطباء.